# Муронен, Вейкко
Вейкко Муронен (фин. Veikko Muronen; 21 октября 1927 — 13 января 2006) — финский инженер-конструктор. Работал руководителем Технического отдела автозавода Vanajan Autotehdas (VAT). Работал также на автозаводе Suomen Autoteollisuus (SAT). Наибольшую известность получил благодаря разработке шасси и систем подрессоривания для большегрузных автомобилей.

## Биография
Окончив среднюю школу в г. Хяменлинна в 1946 году, Муронен поступил в Технологический университет в г. Тампере, из которого выпустился в 1953 году. Работал в качестве конструктора в исследовательском центре VTT, после чего получил работу на заводе Ahlström в г. Варкаус.

## Конструкторская деятельность
В конце 50-х годов в послевоенное время резко обострилась конкуренция на рынке большегрузных автомобилей. На фоне существенно возросшего предложения компания VAT в г. Хяменлинна искала человека, который смог бы разработать для неё хорошее лесовозное транспортное средство. В конце концов выбор остановился на Вейкко Муронене, который в результате получил должность главного инженера на заводе, а затем стал заведующим производством.
Самым главным новшеством, предложенным Муроненом, была система подрессоривания из двух мостов, представленная в январе 1957 года. Данная система имела ряд существенных преимуществ по отношению к тем же системам, которыми располагали конкуренты.
Вскоре после этого Муронен представил свою главную разработку — грузовик Vanaja T6-69/5000+1200. Данная машина приводилась в действие двигателем AEC AVT690 с турбонаддувом и была оснащена коробкой передач Fuller RTO915, а также системой шасси, разработанной Муроненом. Данная конструкция была признана довольно удачной.
Муронен также принимал участие в разработке шасси для автобусов. В 1968 году завод VAT представил модель LK6-69, оснащённую двигателем AEC AH 691 и системой пневмоподвески. На заднем мосту были установлены четыре пневмобаллона, в то время как на мостах конкурентов имелось только два. Данное решение способствовало существенному увеличению комфорта для пассажиров.
Shortly after VAT merged with Suomen Autoteollisuus Muronen was appointed to lead the Engineering department of the new SAT organisation.
Вскоре после слияния заводов VAT и SAT система, разработанная на заводе Vanaja, была взята на вооружение заводом Sisu. Компания пыталась сотрудничать с другими производителями большегрузных автомобилей для продвижения системы Муронена, однако на сотрудничество (весьма ограниченное) пошла только компания Iveco.
Система Муронена до сих пор используется в продукции компании Sisu.
В период с 1982—1987 Муронен работал на автобусных заводах в Португалии, Саудовской Аравии, Греции и Бразилии.
Последние годы жизни провёл в г. Хельсинки, где и скончался в 2006 году в возрасте 71 года.